# 67. pehotni polk (Avstro-Ogrska)
Za druge 67. polke glejte 67. polk.
67. pehotni polk (izvirno nemško Infanterie-Regiment Nr. 67; dobesedno slovensko: Pehotni polk št. 67) je bil pehotni polk k.u.k. Heera.

## Poimenovanje
- Ungarisches Infanterie Regiment »Kray« Nr. 67
- Infanterie Regiment Nr. 67 (1915 - 1918)

## Zgodovina
Polk je bil ustanovljen leta 1860. 

### Prva svetovna vojna
Polkovna narodnostna sestava leta 1914 je bila sledeča: 70% Slovakov, 29% Madžarov in 1% drugih. Naborni okraj polka je bil v Eperjesum, pri čemer so bile polkovne enote garnizirane sledeče: Dunaj (štab, I. - III. btl) in Eperjes (IV. bataljon).
V sklopu t. i. Conradovih reform leta 1918 (od junija naprej) je bilo znižano število polkovnih bataljonov na 3.

## Organizacija
1918 (po reformi)
- 1. bataljon
- 2. bataljon
- 3. bataljon

## Poveljniki polka
- 1865: Leopold von Goëlis[6]
- 1879: Franz Töply von Hohenvest[7]
- 1908: Elias Kukić[8]
- 1914: August Kleinschrodt[1]